# Croton fastuosus
Espèce
Croton fastuosus est une espèce de plantes à fleurs du genre Croton et de la famille des Euphorbiaceae, présente au Brésil (Minas Gerais).
Il a pour synonyme :
- Oxydectes fastuosa, (Baill.) Kuntze